# No (kana)
En l'escriptura japonesa, els caràcters の (hiragana) i ノ (katakana) són dos kanes que representen la Mora «no» pronunciada [no]. Ocupen la 25a posició en el sistema modern d'ordenació alfabètica gojūon (五十音), entre ね i は; i la 26a posició en el poema iroha, entre ゐ i お. En la taula que segueix l'ordre gojūon (per columnes, i de dreta a esquerra), es troba en la sisena columna (な行, «columna NA») i la cinquena fila (お段, «fila O»). En fonologia, una mora és la unitat superior al segment i inferior a la síl·laba.
Tant の com ノ provenen del kanji 乃.

## Romanització
En tots els sistemes de romanització del japonès, tant el Hepburn, com el sistema modificat,, el Kunrei-shiki i el Nihon-shiki, の i ノ es romanitzen com a «no»

## Escriptura
|  | El caràcter の s'escriu amb un sol traç. Consisteix en una corba que comença en la part superior del caràcter, baixa i a partir d'allà descriu un arc de circumferència molt ample. El caràcter s'assembla a un 6 caigut. |
|  | El caràcter ノ s'escriu amb un sol traç, que és diagonal cap avall a l'esquerra, i lleugerament corb. S'assembla a la primera part del caràcter の.                                                                       |

## Altres escriptures
| の / ノ en braille japonès   | の / ノ en braille japonès                                 | の / ノ en braille japonès                                | の / ノ en braille japonès                                                              |
| ---------------------------- | ---------------------------------------------------------- | --------------------------------------------------------- | --------------------------------------------------------------------------------------- |
| の / ノ no                   | のう / ノー nō/nou                                         | Altres kanes en braille の                                | Altres kanes en braille の                                                              |
| の / ノ no                   | のう / ノー nō/nou                                         | にょ / ニョ nyo                                           | にょう / ニョー nyō/nyou                                                                |
| ⠎ (braille pattern dots-234) | ⠎ (braille pattern dots-234) · ⠒ (braille pattern dots-25) | ⠈ (braille pattern dots-4) · ⠎ (braille pattern dots-234) | ⠈ (braille pattern dots-4) · ⠎ (braille pattern dots-234) · ⠒ (braille pattern dots-25) |

- Alfabet fonètic: 「野原のノ」 ("el no de nohara", on nohara vol dir camp)
- Codi Morse: ・・－－[7]

## Ús
En la gramàtica japonesa の s'utilitza per si sola com a partícula gramatical. Té diversos usos com a partícula japonesa però un dels més coneguts és per a marcar possessió. Per exemple, la frase «私のソファ» (watashi no sofa) vol dir el meu sofà.

## En altres idiomes

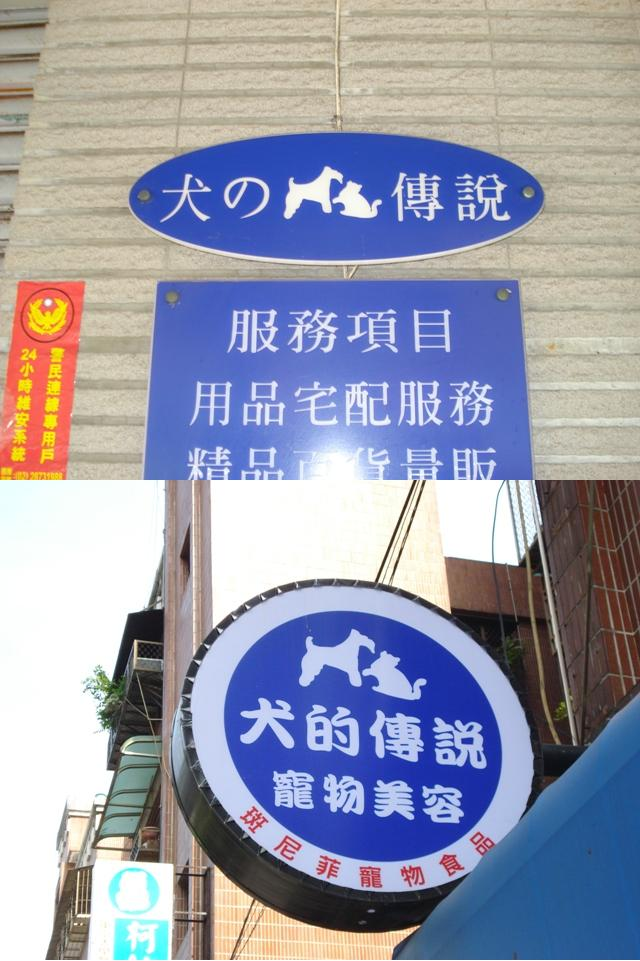
Ús de の en comptes de 的 a Taipei

En xinès escrit, especialment a Hong Kong i Taiwan, ha proliferat cert ús del caràcter の en cartells i marques comercials. S'usa al lloc del marcador possessiu 的 (de) del xinès modern estàndard o bé del marcador possessiu 之 (zhī) del xinès clàssic i es pronuncia igual que el caràcter xinès que substitueix en comptes del no original del japonès. Habitualment es fa com a manera de destacar amb un ús no estàndard del xinès o per a donar un estil exòtic o japonès.